# كرية عبد الله شيراوند (مقاطعة دورة)
كرية عبد الله شيراوند (مقاطعة دورة) (بالفارسية: کریه عبدالله شیراوند) هي قرية تقع في قسم تشكن الريفي (مقاطعة دورة) في إيران. يقدر عدد سكانها بـ 76 نسمة .